# William C. Bouck

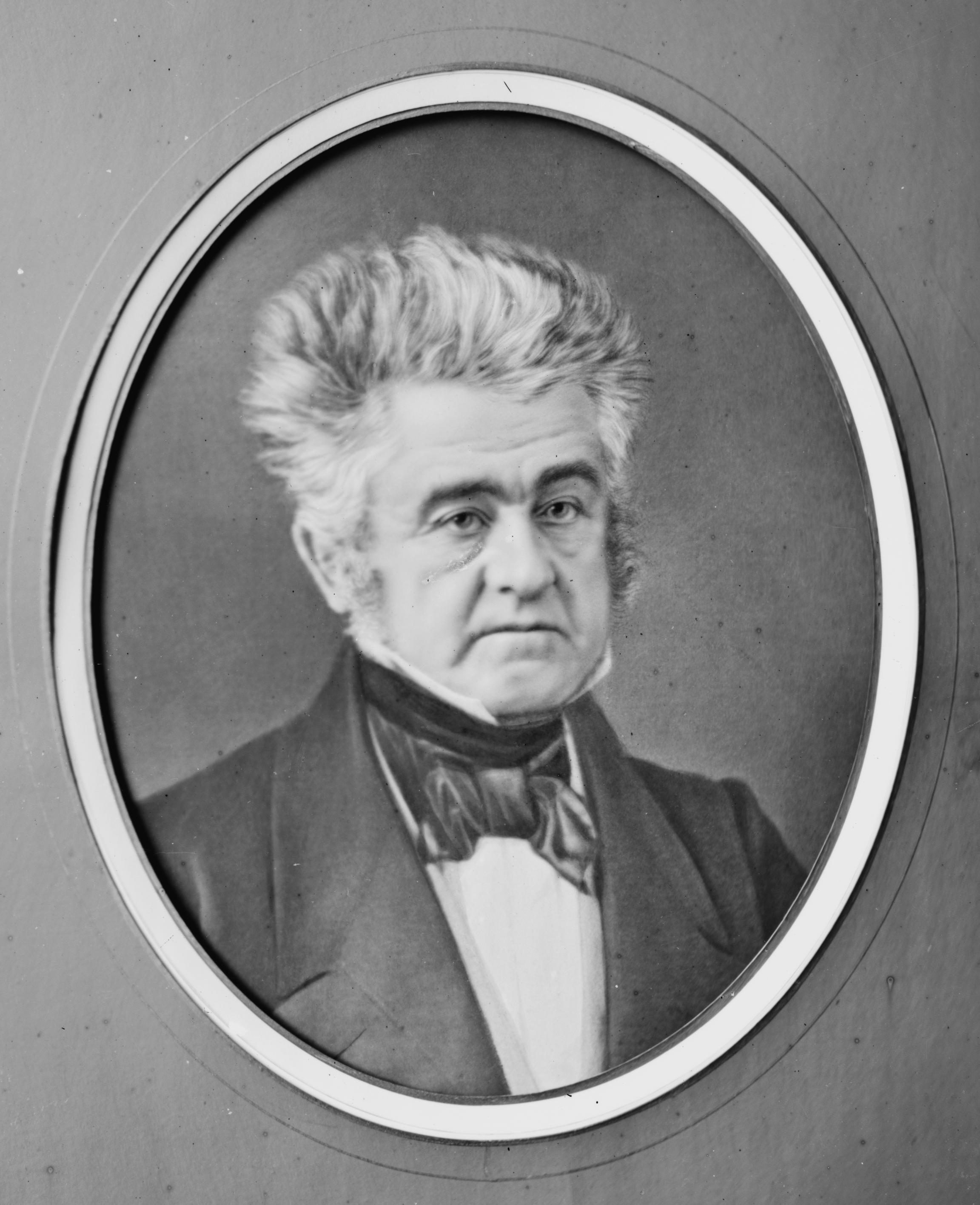
William C. Bouck

William Christian Bouck (* 7. Januar 1786 in Fultonham, Schoharie County, New York; † 19. April 1859 in Fulton, New York) war ein US-amerikanischer Politiker und von 1843 bis 1845 Gouverneur des Bundesstaates New York.

## Frühe Jahre und politischer Aufstieg
Boucks Urgroßvater, Christian Bouck (Bauk), war ein deutscher Einwanderer, der seine Heimat, die Pfalz, hatte verlassen müssen, weil er dort als Angehöriger einer protestantischen Minderheit verfolgt wurde.
William Bouck besuchte die öffentlichen Schulen in seiner Heimat. Ab 1807 war er politisch aktiv. In diesem Jahr war er Ratsschreiber (Town Clerk) und von 1808 bis 1809 Ortsvorsteher seines Geburtsortes. Von 1812 bis 1813 war er Sheriff im Schoharie County. Zwischen 1814 und 1818 war er Abgeordneter im Repräsentantenhaus von New York, von 1820 bis 1822 gehörte er dem Staatssenat an. Zwischen 1821 und 1840 war er Mitglied der Eriekanal-Kommission. Im Jahr 1840 bewarb sich William Bouck erfolglos als Kandidat der Demokratischen Partei um das Amt des Gouverneurs. Er unterlag William H. Seward, dem Kandidaten der Whigs.

## Gouverneur von New York und weiterer Lebenslauf
Am 8. November 1842 wurde Bouck dann doch zum neuen Gouverneur gewählt. Er trat seine zweijährige Amtszeit am 1. Januar 1843 an. Der Gouverneur musste einige wichtige Positionen im Staat neu besetzen und sich mit politischen Diskussionen im Columbia County befassen. Seine Regierungszeit verlief ansonsten ohne besondere Vorkommnisse und endete am 1. Januar 1845. Im Jahr 1846 war Bouck Delegierter auf einer Versammlung zur Überarbeitung der Staatsverfassung von New York. Zwischen 1846 und 1849 war er stellvertretender Leiter des Bundesfinanzbehörden in New York City. Danach zog er sich auf seiner Farm zurück. Ex-Gouverneur Bouck starb im Jahr 1859. Mit seiner Frau Catherine Lawyer hatte er elf Kinder, darunter der Politiker Gabriel Bouck.